# Dictya iron
Dictya iron är en tvåvingeart som beskrevs av Steyskal 1960. Dictya iron ingår i släktet Dictya och familjen kärrflugor.
Artens utbredningsområde är Mississippi. Inga underarter finns listade i Catalogue of Life.